# Problème de Scunthorpe

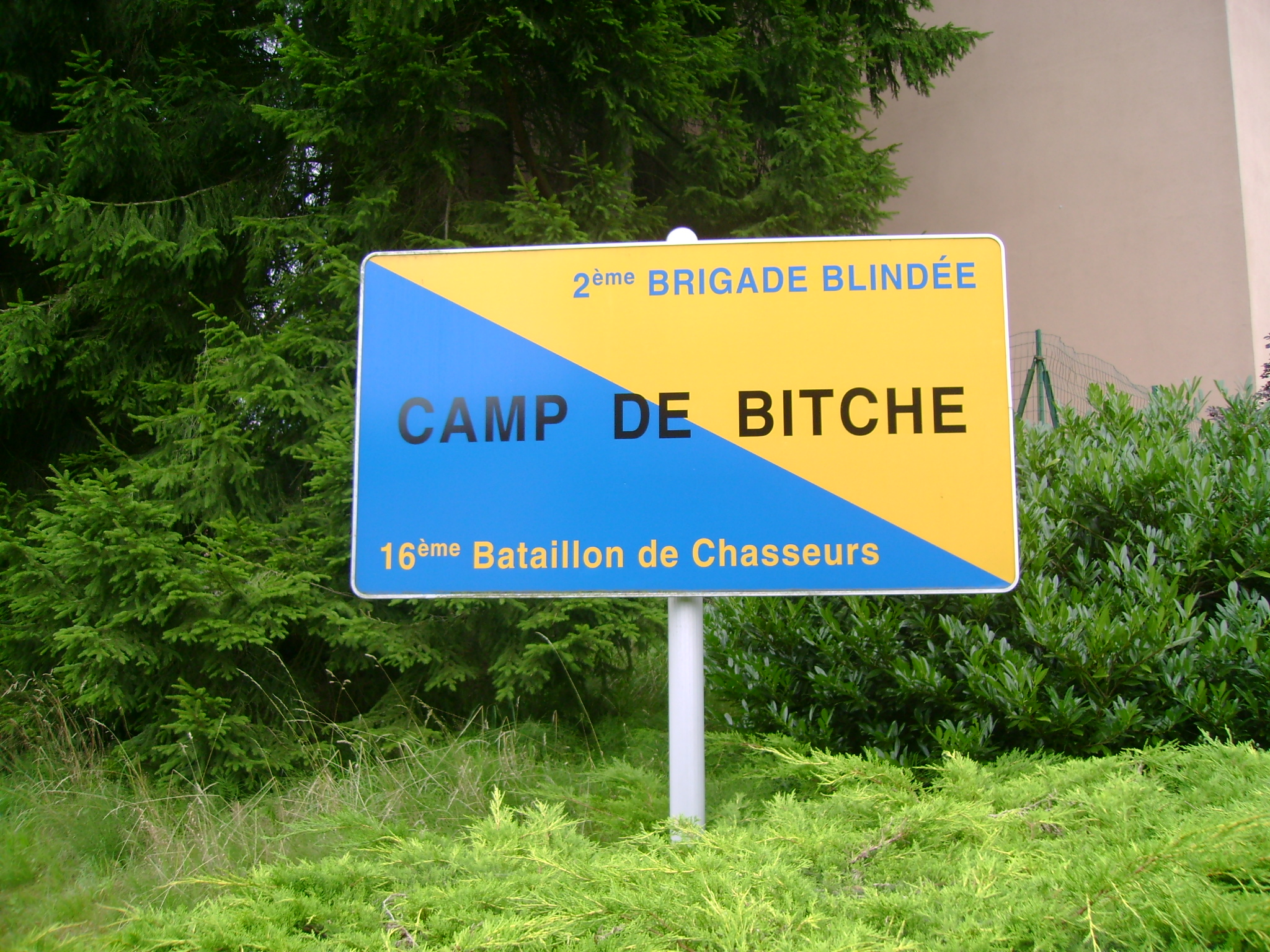
La ville de Bitche rejetée par les filtres de Facebook.

Le problème de Scunthorpe apparaît lorsqu'un filtre contre les obscénités exclut certains mots valides car ils contiennent une chaîne de caractères identifiée comme obscène. Par exemple, reculer pourrait se retrouver exclu car il contient le mot cul. Un tel filtre, mal conçu, peut, lorsqu'il est utilisé par un client de messagerie, refuser les courriers électroniques entrant de certaines personnes détectés indûment positives.
L'origine de cette expression remonte à 1996 lorsqu'un client d'AOL habitant Scunthorpe s'est vu refuser son inscription (le mot cunt en anglais est un mot extrêmement péjoratif et grossier pour désigner le vagin ou les femmes, considéré par certains comme la pire insulte de la langue anglaise). Après qu'il a contacté le service, celui-ci lui a répondu qu'il devait utiliser Sconthorpe comme lieu de résidence. Le journal local a relaté cette affaire.
Le problème peut s'étendre aux moteurs de recherche lorsque ceux-ci proposent un contenu filtré. Google par exemple ne montrait pas les résultats de recherche vers le site PartsExpress.com (un site spécialisé dans le matériel hi-fi), car il contient le mot sex.
Les problèmes rencontrés peuvent être moins évidents pour les mots indûment bloqués. Ainsi, les courriers électroniques contenant le mot specialist fréquent dans les CV sont filtrés et donc dirigés vers la boite spam car ils contiennent la chaîne de caractères Cialis (Tadalafil), qui correspond à une marque de médicament traitant les troubles érectiles (analogue du Viagra) et dont le commerce est souvent utilisé par les spammeurs. À noter que les mots socialiste ou socialisme sont aussi bloqués par le même filtre.[réf. nécessaire]
Le site officiel de la ville de Bitche en Moselle a été censuré entre mars et avril 2021 par Facebook à cause de sa ressemblance avec le mot (Bitch) signifiant « pute » en anglais.